# 7 Camelopardalis
7 Camelopardalis (7 Cam) es un sistema estelar en la constelación de Camelopardalis, la jirafa.
De magnitud aparente +4,45, es el quinto punto más brillante en la constelación, después de β Camelopardalis, CS Camelopardalis, α Camelopardalis y BE Camelopardalis.
Se encuentra a 372 años luz del sistema solar.

## 7 Camelopardalis A
La estrella principal de 7 Camelopardalis es una estrella blanca de la secuencia principal de tipo espectral A1V, pero un estudio reciente considera que está abandonando, si no lo ha hecho ya, la secuencia principal.
Su elevada luminosidad —222 veces superior a la del Sol y tres veces mayor que la de la estrella A1V Merak (β Ursae Majoris)— respaldan su posible estatus de subgigante.
7 Camelopardalis tiene una temperatura efectiva de 9226 K y un radio unas 1,9 veces más grande que el radio solar.
Gira sobre sí misma con una velocidad de rotación proyectada de 40 km/s y posee una masa entre 2,98 y 3,16 veces mayor que la del Sol.

## Componentes adicionales
7 Camelopardalis A tiene una compañera cercana cuyo período orbital es de sólo 3,885 días.
Ello es la causa de que sea una estrella luminosa en rayos X, con una luminosidad en esta región del espectro de 2089 x 1020 W.
La acompañante tiene una masa de 0,62 masas solares.
Una tercera estrella de magnitud +7,90 se mueve alrededor del par interior, completando una órbita cada 284 años.
Con una masa un 16% mayor que la del Sol, su separación proyectada respecto a la binaria es de 89 UA.
Una cuarta estrella, de magnitud +11,3, parece formar también parte del sistema. Su separación visual con 7 Camelopardalis A es de 25 segundos de arco.